# Zichorienfabrik

Werbung der Zichorienfabrik Ludwig Otto Bleibtreu im Jahr 1906

Eine Zichorienfabrik (im 19. Jahrhundert überwiegend in der Schreibweise Cichorienfabrik) war eine Produktionsanlage zur Herstellung eines kaffeeähnlichen Getränkes aus der Wurzel der Gemeinen Wegwarte (Cichorium intybus, Zichorie genannt und zeitgemäß bekannter als Varietät Chicorée).

## Geschichte
Im Jahr 1766 verbot Friedrich II. von Preußen die private Einfuhr und den privaten Handel mit teurem Übersee-Kaffee, um die Außenhandelsbilanz des merkantilistischen Preußens zu verbessern. Das Verbot zog nicht nur einen umfassenden Schmuggel mit Kaffeebohnen nach sich, sondern förderte die Suche nach Alternativen für den beliebten Überseekaffee. Die Etablierung von Zichorienfabriken erfolgte in der zweiten Hälfte des 18. Jahrhunderts.
Als Erfinder des Zichorienkaffees gelten der kurhannoversche Offizier Christian von Heine aus Holzminden und der Braunschweiger Gastwirt Christian Gottlieb Förster († um 1801), die 1769/1770 eine Konzession für die Produktion von Zichorienkaffee in Braunschweig und Berlin erhielten.

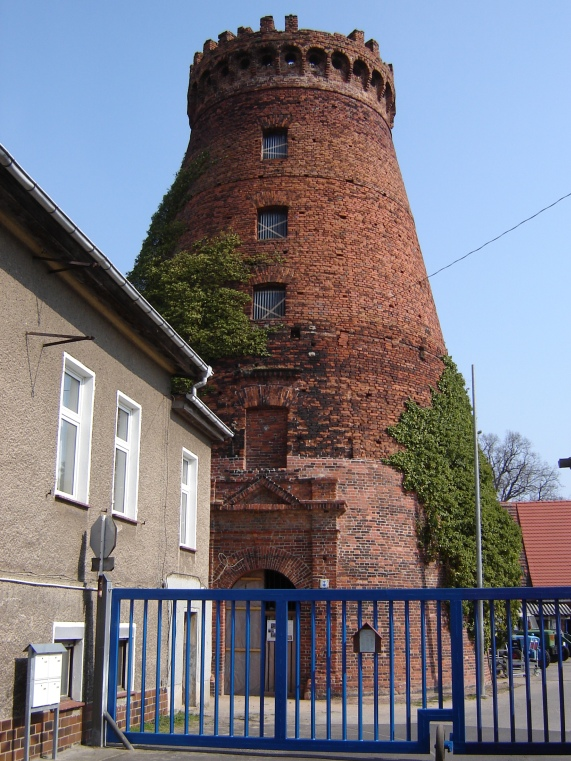
Zichorienturm der 1808 in Altenplathow errichteten Fabrik

Die Stadt Braunschweig entwickelte sich schnell zu einem frühen Zentrum der Zichorienkaffeeherstellung. Bereits um 1795 bestanden 22 bis 24 Betriebe dieser Art. Der Schwerpunkt der deutschen Zichorienkaffeeproduktion verlagerte sich am Ende des 18. Jahrhunderts in die Region Magdeburg. Im Jahr 1797 produzierten 14 Zichorienfabriken mit 1228 Beschäftigten 3100 t Zichorienkaffee. Die napoleonische Kontinentalsperre begünstigte in den Jahren 1806 bis 1814 den Absatz von Zichorienkaffee und die Gründung von Fabriken.
Der Kaufmann Christian Trampler (1770–1848), der die Zichorieherstellung in Braunschweig kennenlernte, brachte den Zichorienanbau nach Süddeutschland und gründete 1793 in Lahr eine erste Zichorienfabrik. Neben anfänglichen Schwierigkeiten gewann die Industrie schnell an Bedeutung, so dass weitere Fabriken entstanden. Gewichtig war neben der Tramplerfabrik die kurze Zeit später von Johann Daniel Voelcker gegründete Voelckersche Zichorienfabrik.
Die erste Zichorienfabrik in Böhmen wurde 1804 von Wilhelm Günter in Mochtín gegründet. Fast die gesamte Herstellung von Zichorienkaffee in Südostdeutschland konzentrierte sich um 1805 mit 40 Herstellern auf Fürth. Davon blieben bis 1930 zwei Betriebe erhalten: die Zichorienfabrik Georg Joseph Scheuer und die Zichorienfabrik Julius Cohn. Beide hatten sich ab den 1860er Jahren zu Industriebetrieben entwickelt.

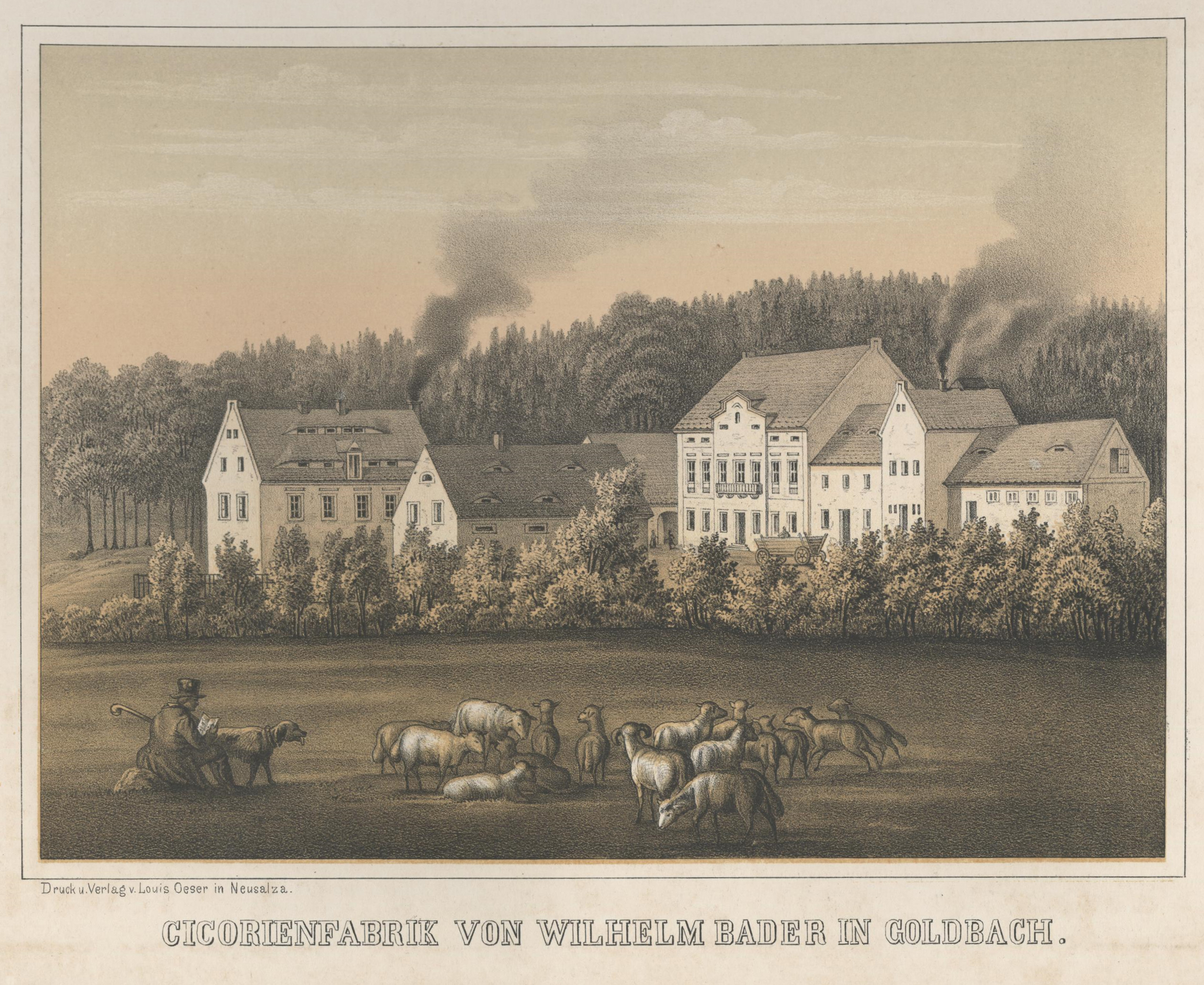
Cicorienfabrik von Wilhelm Bader in Goldbach (um 1856)

In Württemberg wurde im Jahr 1828 die Zichorienfabrik Heinrich Franck Söhne, Vaihingen gegründet. Dabei wurden erstmals Dampfmahlmühlen, mechanische Fördereinrichtungen und Großröstapparate eingesetzt. Heinrich Franck Söhne erwarb daraufhin zahlreiche Fabriken und Marktanteile konkurrierender deutscher Kaffeemittelhersteller, so 1928 die Zichorienfabrik Georg Joseph Scheuer in Fürth. Das Unternehmen stieg mit 27 Werken in elf Staaten zum weltgrößten Hersteller von Zichorienkaffee auf.
Etwa ab den 1880er Jahren verdrängten Feigen- und Malzkaffee nach und nach den Zichorienkaffee. Um 1890 bestanden auf dem Gebiet des damaligen Deutschen Reiches noch 123 Zichorienfabriken. Die Produktion an gedarrter Zichorie betrug 1.173.400 Zentner (etwa 60.000 t) und die Ausfuhr an Zichorienfabrikat aus Deutschland im Jahr 1880 betrug 178.382 Zentner (etwa 9200 t).
Reiner Zichorienkaffee ist kaum noch im Handel erhältlich. Ersatzkaffeeprodukten wird Zichorie noch zugesetzt. Handelsprodukte sind „Caro-Kaffee“, „Feiner Landkaffee“ und „Linde’s“.

## Herstellungsprozess
In einer Zichorienfabrik werden die gereinigten Wurzeln der Zichorie zunächst zerkleinert. Auf einer Darre oder in einem Trockenofen wird der Wassergehalt der Wurzeln reduziert. Danach werden sie bei einer Temperatur von 100 °C bis 120 °C geröstet. Während dieses Prozesses karamellisiert das in der Wurzel enthaltene Inulin, ein Polysaccharid, wodurch der an Kaffee erinnernde Geschmack entsteht. Die abgekühlten Wurzeln werden abschließend zu feinem Pulver gemahlen. Bisweilen werden Zuckerrüben, Speisefette und -öle, Kochsalz und Alkalicarbonate zugefügt. Zichorienkaffee ist an einer intensiven karamellbraunen Färbung erkennbar.